# Hanaiceratina arenacea
Hanaiceratina arenacea is een mosselkreeftjessoort uit de familie van de Bythocytheridae. De wetenschappelijke naam van de soort is voor het eerst geldig gepubliceerd door Brady.